# Lenine
Osvaldo Lenine Macedo Pimentel, conosciuto solo come Lenine (Recife, 2 febbraio 1959), è un cantautore, musicista e produttore discografico brasiliano.

## Biografia
Nel 1982 pubblica il suo primo disco Baque Solto insieme a Lula Queiroga; il disco viene distribuito per la PolyGram. Nel 1993, insieme a Marco Suzano pubblica il disco Olho de Peixe, a cui seguirà il primo tour mondiale. In questi anni compone anche alcuni pezzi per il Carnevale di Rio de Janeiro. Nel 1997 pubblica, per la Sony BMG, l'album O Dia Em Que Faremos Contato mixato presso il Realworld Studios di Peter Gabriel; per questo lavorò riceverà due premi. Nel 1999 pubblica il secondo album da solista Na Pressão; due anni dopo si interessa al cinema e al teatro, si occupa della direzione musicale di Caramuru - A invenção do Brasil, di Guel Arraes, e della colonna sonora dello spettacolo Cambaio, a fianco dei registi João e Adriana Falcão. Nello stesso anno realizza la colonna sonora delle novelas As Filhas da Mãe (Mero detalhe) e O Clone (O Silêncio das Estrelas), e su richiesta di Roberto Talma realizza Sabugosa, brano per la trasmissione per bambini Sitio do Pica-Pau Amarelo. Compone Agora è que são elas e Diversidades, su richiesta della regista Denise Saraceni, per la serata speciale di fine anno della Globo, A Terra dos Meninos Pelados. Nel 2002 pubblica il terzo album come solista Falange Canibal, album che esce simultaneamente in 20 Paesi; il disco inoltre riceve il Latin Grammy Awards come miglior album pop attuale e il premio Tim. Nel 2004 esce Lenine In Cité, nello stesso anno Lenine compone l'inno del Brasile. Il 27 agosto 2006 esce il nuovo album Acùstico con cui si aggiudica il Latin Grammy Awards. Nel 2008 esce il disco Labiata.

## Discografia

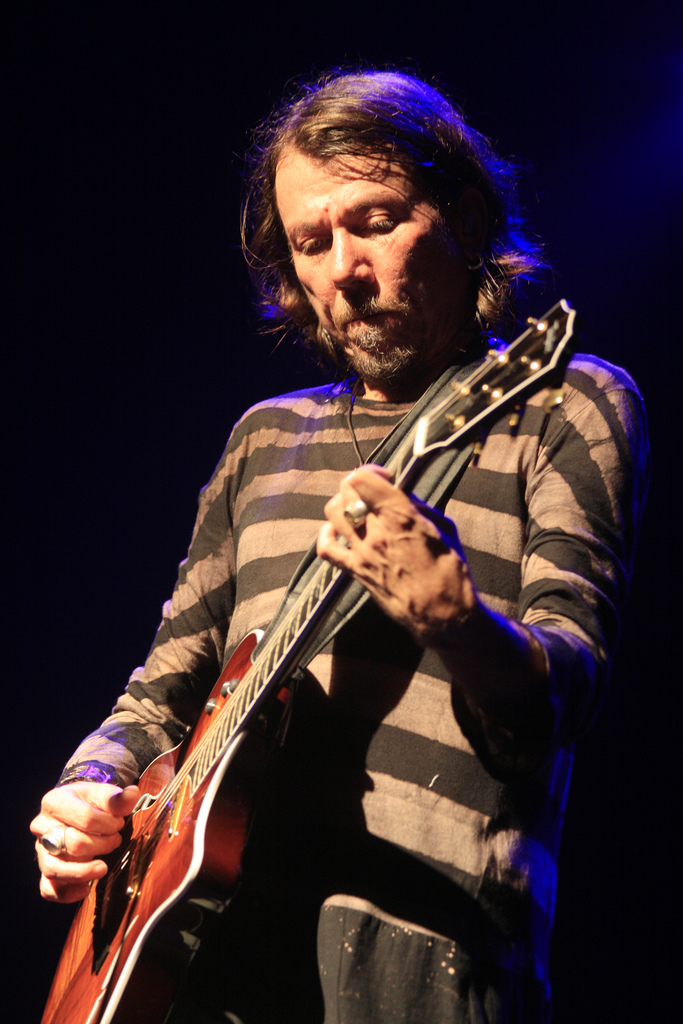
Lenine alla chitarra

- 1982 - Baque Solto feat. Lula Queiroga
- 1993 - Olho de Peixe feat. Marco Suzano
- 1997 - O Dia Em Que Faremos Contato
- 1999 - Na Pressão
- 2002 - Falange Canibal
- 2004 - Lenine In Cité
- 2006 - Acùstico
- 2008 - Labiata
- 2010 - Lenine.doc/Trilhas
- 2011 - Chão
- 2015 - Carbono
- 2016 - The Bridge - Live at Bimhuis
- 2018 - Em Trânsito